# 星彩のレゾナンス
『星彩のレゾナンス』（せいさいのレゾナンス）は、2013年2月22日に日本のアダルトゲームメーカー
Yatagarasuより発売されたWindows用18禁恋愛アドベンチャーゲームである。

## 概要
本作品は少女同士の恋愛と戦いを描いた、18禁百合ゲームである。
立ち絵とテキストというオーソドックスなビジュアルノベルのパートに加え、キャラクターを操作して戦うアクションゲームパートを交えつつゲームが進行していくのが特徴。
各ヒロインの台詞はフルボイスだが、主人公の鼎のみ、プロローグ（主に体験版に収録された部分）とHシーン、アクションパートのみのパートボイスとなっている。
アクションパートについて
このゲームの特徴の1つであるアクションパートは、プレイヤーキャラを操作し、3DのバトルフィールドでNPC敵キャラクターと戦うというもの。
プレイヤーキャラは主人公である鼎だが、シーンやモードによっては他のキャラクターを操作することもできる。操作可能キャラクターは全9人、アーケードモードのストーリーでは穢れもプレイアブルキャラとなっている。
各キャラクターはそれぞれに複数のスキル（必殺技）を持っており、使用するスキルを事前に選択して戦闘に臨む。
また戦闘中にゲージをためることで一定時間強化状態になる「バースト」、バースト中にのみ使える超必殺技や、事前にセットしたスキルを連続で繰り出す「スキルセットコンボ」等、よりゲーム性を高めるための要素が盛り込まれている。
しかし、大味な操作性、スキルのバランスの極端さ（特定のスキルを連発すれば安定する等）や、対人戦用とおぼしきフェイント技をもつキャラクターがいる（本作には対NPC戦しかなく、実質死に技である）など、不完全な部分も目立つ。とはいえ低予算であることが多いアダルトゲームとしては、それなりの水準に達している。
このアクションパートは本編以外でも「アーケード」モードで自由に遊ぶことができ、ステージごとにちょっとした掛け合いの用意されたストーリーモード、自由に対戦をするフリーモード、練習用のプラクティスモードの３モードを選んでプレイすることができる。
シナリオ(下級生ルート)の低評価と改変問題
2013年2月22日に発売された本作品だが、下級生ルートにおけるユーザーの評価は芳しくなく、特にシナリオ面に対する批判が目立った。
そんな中、発売から半年後に、シナリオライターの1人であるmadoca（下級生3人のルートのシナリオを担当）が自身のブログにて、
「本作製品版のシナリオは、自身が納品したものと全くの別物に改変されている」ことに言及。シナリオ改変の顛末や製作会社の体制の問題にも触れ、ネット上で物議を醸した。
詳しい経緯については後述。

## 登場人物
高遠 鼎（たかとう かなえ）　CV.秋野花
風間 由布（かざま ゆう）　CV.柚木サチ
保科 恵（ほしな めぐみ）　CV.上田朱音
禰津 八弥子（ねづ ややこ）　CV.鈴音華月
向山 奈岐（こうやま なぎ）　CV.宮沢ゆあな
中村 真琴（なかむら まこ）　CV.榛名れん
片倉 末来（かたくら みらい）　CV.桜川未央

## シナリオ改変について
外注ライターによって暴露された、シナリオの改変の経緯
本作は、当時Yatagarasuの所属ライターであった西村悠一と、外部ライターであるmadocaによる分担制をとっており、
西村は上級生キャラのルート、madocaは共通ルートと下級生キャラのルートをそれぞれ担当していた。
madocaは当初、まず製作側のプロットに沿って共通ルートを書き納品したが、これは出資者である販社のOKを得ることができず、西村が代わりに共通ルートを執筆することとなった。これは自身の力不足であったとブログにて語られている。
この変更にあわせ、madocaは既に執筆済、執筆中であった一部キャラクターのシナリオを大幅に書き直すことになる。
（各キャラクターのルートは、プロットからシナリオまでライターの裁量にて執筆されていた）
その後、madocaが各キャラのシナリオを納品し終えた後は、madocaと制作会社との間にやりとりはほとんどなかったが、
製品版が発売された後、madocaは自身が担当したとされるシナリオの箇所が大幅に改変されていることに気づく。
シナリオ執筆中に製作側から細かい仕様変更を告げられる事が多かったこともあり、
madocaは最後のシナリオの納品時に「自分の文章は素材として使っていい（≒ある程度の変更は許容する）」旨をあらかじめ連絡していたが、
物語そのものが変わってしまうレベルでの改変をされた上、それを自身の名義を使って発表されるとは思いもよらなかったという。しかしその変更の許容範囲についてはmadoca側の主観でしかなかった。
この事実をmadocaが八咫鴉の代表であった蒼鴉へ相談したところ、蒼鴉はmadocaの納品したものと本作製品のシナリオが別物であることを認めて謝罪した。
またシナリオの改変については八咫鴉のディレクター、ぽんちぇんによる独断とされ、蒼鴉も関知していなかったようである。
madocaはこの事に関して、シナリオを無断で改変した上で自身の名義を勝手に使ったディレクターのぽんちぇんや、
シナリオ監修を担当したであろうメインライターの西村、また八咫鴉社内での確執などについて苦言を呈す内容を記載している。
その後の顛末
上記はmadocaのブログ記事に基づき記載したものだが、これはあくまでmadoca側の一方的な主張であり、確たる証拠に裏付けられたものでは無いことには留意が必要である。
しかしながらmadocaが他ゲームのシナリオ等で一定の評価を得ていたこともあり、ブログ公表後はmadocaに対しての同情的な意見が噴出し、それはディレクターと作品に対する憤りとなって噴出することとなった。
この主張に対し、ぽんちぇんや西村から確たる反論はなされなかった（守秘義務契約があった為）が、
ぽんちぇんは記事の掲載された同日に自身のtwitterで「真実とは他人の介在によって、いかな方向でも簡単に捻じ曲げることが出来る。」と
記事と事実とが異なることを仄めかす呟きを残している。
「どうでもいいけど、誰かから、勝手に云々と聞いたのだけど、打合せで決めて満場一致だっで行った。という記憶はウチだけの記憶なんだろうか？　まぁ、もう古い話しということで、いいけどさ。」というツイートも見られた。
前述のとおり既に制作会社である八咫鴉は既に倒産しており、真実は当事者のみの知る所となっているが
いずれにせよ確かな事は、ライターの納品したシナリオを、「自分の文章は素材として使っていい」とは言われたものの制作会社が独断で大幅に変更行ったにもかかわらず、ライターの名義をそのまま利用し発売したことは
紛れも無く製作サイドの落ち度であろういう点のみである。
なお、その後madocaは「自身が文章としてまともなものを納品した」証明として、
担当した由布・恵・真琴の各キャラのルートのシナリオをそれぞれ同人誌として、八咫鴉の代表の許可を受けた上で発売している。

## スタッフ
- 原画：TEL-O
- 脚本：西村悠一(上級生ルート)、ぽんちぇん(下級生ルート)
- 音楽 - AngelNote 、tohko

## 主題歌
OP主題歌「Astral Story」
作詞：tohko/ 作曲・編曲：椎名俊介(AngelNote)